# Loriachtigen
De loriachtigen (Lorisidae; ook wel incorrect Loridae1) zijn een familie van trage, nachtactieve halfapen. Tot de familie behoren de lori's uit zuidelijk Azië en de potto's en angwantibo's uit Afrika. De wetenschappelijke naam van de familie werd in 1821 gepubliceerd door John Edward Gray.

## Kenmerken
De loriachtigen hebben een ronde kop en grote ogen, zodat ze 's nachts goed kunnen zien. Ook de reukzin is goed ontwikkeld, en veel soorten hebben een langere snuit. De oorschelpen zijn vrij klein. De soorten worden tussen de 17 en de 39 centimeter lang.

## Leefwijze
De loriachtigen zijn solitaire, boombewonende nachtdieren. Overdag houden ze zich schuil op takken, in een holle boom of in een boomholte. Ze bewegen zich traag voort en komen zelden op de grond. De loriachtigen hebben geen of een zeer kleine staart en poten van ongeveer gelijke lengte. Ze hebben een zeer sterke grip waardoor ze zich stevig kunnen vasthouden aan een tak. Loriachtigen kunnen wel een dag lang aan een tak hangen zonder last te krijgen van kramp. Alle vingers en tenen hebben nagels, behalve de tweede teen, die een klauw heeft.
Loriachtigen eten trage insecten als wandelende takken, rupsen en miljoenpoten. Ook giftige insecten worden gegeten. Loriachtigen hebben een bijzonder trage stofwisseling vergeleken met andere zoogdieren van die grootte.

## Geslachtsdelen
Het verschil tussen mannetjes en vrouwtjes is lastig te zien: de clitoris van een vrouwtje is goed ontwikkeld en kan makkelijk worden verward met een penis. Het vrouwtje heeft twee of drie paar mammae.
Op de eikel zitten kleine, achterwaarts gerichte stekels, die verhard zijn met keratine. Tijdens de paring blijft het mannetje daardoor langer steken, wat de kans op bevruchting vergroot.

## Giftigheid
De plompe lori's kunnen een gif aanmaken dat ontstaat door de olie-achtige uitscheiding van klieren in de oksel te vermengen met speeksel. Hierdoor geneest een beet van een Lori niet of nauwelijks. Het is een van de weinige zoogdieren, en de enige primaat die gif gebruikt. 

## Taxonomie
De meest gebruikte indeling is tegenwoordig een geografische: de Aziatische geslachten slanke lori's (Loris), plompe lori's (Nycticebus) en Xanthonycticebus worden in de onderfamilie Lorisinae geplaatst, de Afrikaanse angwantibo's (Arctocebus) en potto's (Perodicticus) in de onderfamilie Perodicticinae. Een andere indeling plaatst de angwantibo's en de plompe lori's in één groep en de potto's en de slanke lori's in één groep, maar die groepen zijn waarschijnlijk niet monofyletisch. De taxonomische status van Martins valse potto (Pseudopotto martini), die in 1996 is beschreven, is onzeker. Sommigen denken dat hij niet verschilt van de gewone potto (Perodicticus potto), anderen vinden dat het aparte geslacht waarin hij geplaatst wordt terecht is.
Deze familie bestaat uit 5 levende geslachten met 18 soorten.
- Familie: Lorisidae (Loriachtigen)
  - Onderfamilie: incertae sedis
    - Geslacht: Karanisia †
    - Geslacht: Mioeuoticus †
    -  Geslacht: Nycticeboides †

  - Onderfamilie: Lorisinae (Lori's)
    - Geslacht: Loris (Slanke lori's)
      - Soort: Loris lydekkerianus (Grijze slanke lori)
      - Soort: Loris malabaricus
      -  Soort: Loris tardigradus (Rode slanke lori)

    -  Geslacht: Nycticebus (Plompe lori's)
      - Soort: Nycticebus bancanus
      - Soort: Nycticebus bengalensis (Bengaalse plompe lori)
      - Soort: Nycticebus borneanus
      - Soort: Nycticebus coucang (Grote plompe lori)
      - Soort: Nycticebus hilleri
      - Soort: Nycticebus javanicus
      - Soort: Nycticebus kayan
      -  Soort: Nycticebus menagensis

    -  Geslacht: Xanthonycticebus
      - Soort: Xanthonycticebus intermedius
      -  Soort: Xanthonycticebus pygmaeus (Kleine plompe lori)

  -  Onderfamilie: Perodicticinae (Potto's en angwantibo's)
    - Geslacht: Arctocebus (Angwantibo's of beermaki's)
      - Soort: Arctocebus aureus (Gouden angwantibo)
      -  Soort: Arctocebus calabarensis (Angwantibo)

    -  Geslacht: Perodicticus (Potto's)
      - Soort: Perodicticus edwardsi
      - Soort: Perodicticus ibeanus
      -  Soort: Perodicticus potto (Potto)